# Cora (film, 1915)
Pour les articles homonymes, voir Cora.

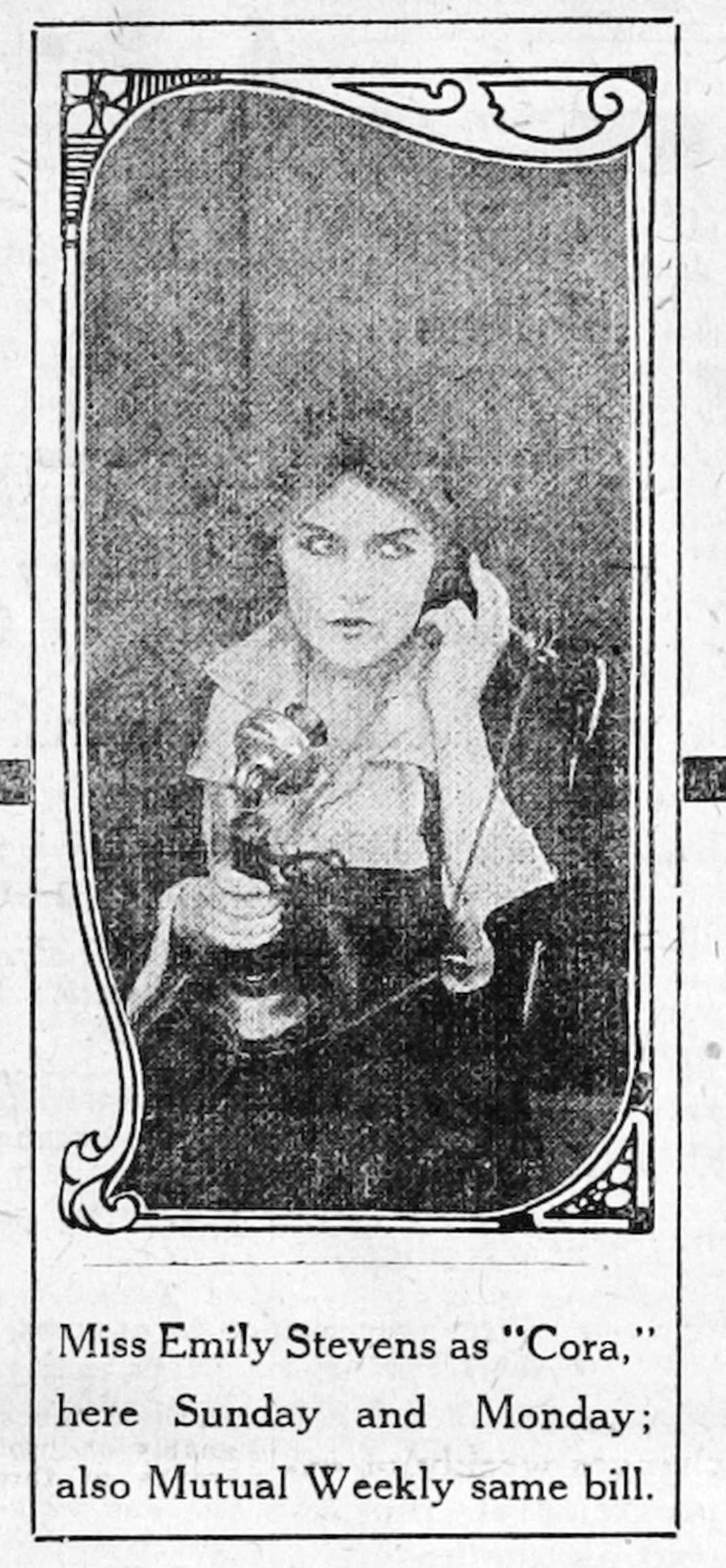
Publicité pour le film Cora (1915)

Cora est un film muet américain réalisé par Edwin Carewe et sorti en 1915.

## Fiche technique
- Réalisation : Edwin Carewe
- Scénario : Fred de Gresac, d'après sa pièce
- Production : B.A. Rolfe
- Date de sortie : États-Unis : 9 mai 1915

## Distribution
- Emily Stevens : Cora
- Edwin Carewe : George Garnier
- Ethel Stewart
- Frank Elliott